# Тихоновичи
Ти́хоновичи (укр. Тихоновичі) — село в Сновском районе Черниговской области Украины. Население 553 человек. Занимает площадь 6,27 км².
Код КОАТУУ: 7425888401. Почтовый индекс: 15230. Телефонный код: +380 4654.

## Власть
Орган местного самоуправления — Тихоновичский сельский совет. Почтовый адрес: 15230, Черниговская обл., Сновский р-н, с. Тихоновичи, ул. Ново-Слободская.